# Andreas Sprecher
Andreas Sprecher (Davos, 8 novembre 1944) è un ex sciatore alpino svizzero.

## Biografia
Sciatore polivalente, Sprecher debuttò in campo internazionale il 19 febbraio 1965 in Val Gardena in discesa libera (13º) e l'anno dopo ai Mondiali di Portillo 1966, sua prima presenza iridata, non completò lo slalom speciale; in Coppa del Mondo debuttò nella gara inaugurale del circuito, lo slalom speciale di Berchtesgaden del 5 gennaio 1967 che chiuse al 10º posto, e colse il primo podio classificandosi 3º nella discesa libera della Streif di Kitzbühel del 20 gennaio 1968, dietro a Gerhard Nenning e a Jean-Claude Killy.
Esordì ai Giochi olimpici invernali a Grenoble 1968, dove non completò lo slalom speciale, e ai Mondiali di Val Gardena 1970 si piazzò 24º nella discesa libera; il 16 gennaio 1971 colse a Sankt Moritz il suo secondo e ultimo podio in Coppa del Mondo, classificandosi nuovamente al 3º posto in discesa libera dietro a Walter Tresch e a Bernhard Russi. Agli XI Giochi olimpici invernali di Sapporo 1972, sua congedo olimpico, si piazzò 4º nella discesa libera e non terminò lo slalom speciale; in Coppa del Mondo ottenne l'ultimo piazzamento il 12 gennaio 1974 ad Avoriaz in  discesa libera (10º) e prese per l'ultima volta il via il 26 gennaio seguente a Kitzbühel nella medesima specialità (21º). È sposato con Edith Hiltbrand, a sua volta sciatrice alpina.

## Palmarès

### Coppa del Mondo
- Miglior piazzamento in classifica generale: 18º nel 1972
- 2 podi (entrambi in discesa libera):
  - 2 terzi posti

### Campionati svizzeri
- 2 medaglie (dati parziali):
  - 2 argenti (slalom speciale, combinata nel 1967[7])